# 1008 La Paz
La Paz (asteroide 1008) é um asteroide da cintura principal com um diâmetro de 38,64 quilómetros, a 2,8352878 UA. Possui uma excentricidade de 0,0825694 e um período orbital de 1 984,42 dias (5,44 anos).
La Paz tem uma velocidade orbital média de 16,94262853 km/s e uma inclinação de 8,93107º.
Esse asteroide foi descoberto em 31 de outubro de 1923 por Max Wolf.